# USS Ontario (1813)
Pour les autres navires du même nom, voir USS Ontario.
L'USS Ontario est un sloop de guerre de 16 canons de la marine américaine, en service de 1813 à 1856.

## Histoire
Lancé à Baltimore en 1813, l'Ontario reste bloqué dans la baie de Chesapeake durant toute la guerre anglo-américaine de 1812. Il quitte finalement New York le 20 mai 1815. Il fait partie de l'escadre du commodore Stephen Decatur, envoyée en mer Méditerranée afin de combattre la piraterie durant la seconde guerre barbaresque.
Après plusieurs croisières dans l'Atlantique, l'Ontario rejoint Baltimore le 30 juillet 1843. Il commence alors une carrière de navire de réception, avant d'être vendu aux enchères le 15 juillet 1856.

## Source
(en)  Cet article contient du texte publié par le Dictionary of American Naval Fighting Ships dont le contenu se trouve dans le domaine public. La référence peut être lue ici.